# Frane Fradelić
Frane Fradelić je bio hrvatski nogometaš. Igrao je u nogometnom klubu Split tijekom 20-ih i 30-ih godina 20. stoljeća
 Kao kapetan momčadi, predvodio je svoj tim u najuspješnijoj Splitovoj sezoni prije 2. svjetskog rata - 1933. godine. Tada su se Crveni plasirali u najviši rang nekadašnje države: Nacionalnu ligu. Raznim spletkama Split je bio prisiljen ponovo ići u nove kvalifikacije, ali nije u njima uspio ponoviti raniji uspjeh.